# Sudan TV
Sudan TV (arabo: تلفزيون السودان), è l'ente televisivo pubblico del Sudan. È controllato dal governo e trasmette dalla capitale Khartoum in arabo e in inglese.

## Storia
La televisione in Sudan iniziò la sua attività nel 1962. Sudan TV fu il primo canale, che inizialmente copriva solo la regione della capitale Khartoum e dei sobborghi di Omdurman e Khartoum Bahri. Un anno dopo il generale Muhammad Ahmad Farid al-Tihami ne estese il segnale a tutto il Paese e firmò un contratto con  Radio Berlin International per ricevere assistenza tecnica, telecamere e registratori.
Negli anni settanta, tramite la General Company for Wireless and Wired Telecommunications, Sudan TV cominciò a diffondere i propri programmi anche via satellite; nel 1976 introdusse il colore.

## Programmazione
La programmazione di Sudan TV include notizie, preghiere, recita del Corano e programmi di intrattenimento per bambini, talent show, fiction e documentari.

## Servizi

### Televisione
| Nome     | Sede     | Тipo        | Lancio | Lingua         |
| -------- | -------- | ----------- | ------ | -------------- |
| Sudan TV | Khartoum | generalista | 1962   | arabo, inglese |

## Ricezione

### Digitale terrestre
Sudan TV trasmette in standard DVB-T HD.

### Satellite[4]
| Satellite          | AsiaSat 5 | Arabsat 5A | Badr 8   | Arabsat 5C | Hotbird 13G | Nilesat 201 | Hispasat 30W-6 | Galaxy 19 |
| Posizione orbitale | 100.5° E  | 30.5° E    | 26.0° E  | 20.0° E    | 13.0° E     | 7.0° W      | 30.0° W        | 97.0° W   |
| Canali             | Sudan TV  | Sudan TV   | Sudan TV | Sudan TV   | Sudan TV    | Sudan TV    | Sudan TV       | Sudan TV  |
| Frequenza          | 4080 H    | 12507 V    | 12523 V  | 3934 L     | 12399 H     | 11747 V     | 12132 H        | 12146 V   |
| SR                 | 30000     | 2500       | 27500    | 27500      | 29700       | 27500       | 27500          | 22000     |
| FEC                | 5/6       | 3/4        | 5/6      | 7/8        | 2/3         | 5/6         | 3/4            | 3/4       |
| Modulazione        | 8PSK      | QPSK       |          |            | 8PSK        |             |                |           |

### Streaming
Sudan TV in streaming.

## Controversie
In Sudan la televisione, come gli altri mass media, è sottoposta a censura da parte di un governo militare, che si assicura che l'informazione non contraddica le posizioni ufficiali del governo e i valori culturali che vuole difendere e promuovere.